# Еспарцет Палляса
Еспарце́т Палля́са, еспарце́т Палла́са (Onobrychis pallasii) — багаторічна рослина родини бобових, ендемік Криму.

## Опис
Багаторічна трав'яниста рослина 20–100 см заввишки. Листочки яйцеподібні, довгасто-яйцеподібні або вузько-яйцеподібні, 20–45 × 6–18 мм, з нижнього боку біло-повстяно запушені, з верхнього — голі. Віночок кремовий, з пурпуровими смужками, 17–20 мм завдовжки. Боби 9–16 мм довжиною, з гребенем 3–4 мм шириною.
Цвіте у червні–серпні. Плодоносить у серпні–вересні.

## Поширення
Ендемік Криму, Україна.
В Україні зростає на вапнякових і крейдяних відслоненнях — у Криму, часто.

## Використання
Декоративна, кормова, медоносна, протиерозійна рослина.

## Загрози й охорона
Вид має вузьку екологічну амплітуду та знижену ценотичну конкуренцію, тому надмірне випасання, вплив рекреації, забудова й заліснення ділянок становлять значну загрозу.
Занесений до Червоної книги Україні в статусі «Вразливий». Охороняють у Карадазькому ПЗ, на територіях пам'яток природи загальнодержавного значення «Бельбецький каньйон» та «АкКая».